# U-133
Unterseeboot 133 foi um submarino alemão do Tipo VIIC, pertencente a Kriegsmarine que atuou durante a Segunda Guerra Mundial.

## Comandantes
| Comandante           | Data                                     |
| -------------------- | ---------------------------------------- |
| Kptlt. Hermann Hesse | 5 de julho de 1941 - 1 de março de 1942  |
| Kptlt. Eberhard Mohr | 2 de março de 1942 - 14 de março de 1942 |

## Subordinação
Durante o seu tempo de serviço, esteve subordinado às seguintes flotilhas:
| Período                                       | Flotilha                                  |
| --------------------------------------------- | ----------------------------------------- |
| 5 de julho de 1941 - 30 de setembro de 1941   | 7. Unterseebootsflottille (treinamento)   |
| 1 de outubro de 1941 - 31 de dezembro de 1941 | 7. Unterseebootsflottille (serviço ativo) |
| 1 de janeiro de 1942 - 14 de março de 1942 2  | 3. Unterseebootsflottille (serviço ativo) |

## Operações conjuntas de ataque
O U-133 participou das seguinte operações de ataque combinado durante a sua carreira:
- Rudeltaktik Stosstrupp (30 de outubro de 1941 - 4 de novembro de 1941)
- Rudeltaktik Raubritter (5 de novembro de 1941 - 17 de novembro de 1941)
- Rudeltaktik Störtebecker (17 de novembro de 1941 - 22 de novembro de 1941)